# Brauvilliers
Brauvilliers ist eine französische Gemeinde mit 164 Einwohnern (Stand: 1. Januar 2022) im Département Meuse in der Region Grand Est. Sie gehört zum Kanton Ligny-en-Barrois im Arrondissement Bar-le-Duc.
Nachbargemeinden sind Juvigny-en-Perthois im Norden, Morley im Osten, Chevillon im Süden, Fontaines-sur-Marne im Südwesten, Narcy im Westen sowie Savonnières-en-Perthois im Nordwesten.

## Bevölkerungsentwicklung
| Jahr      | 1962 | 1968 | 1975 | 1982 | 1990 | 1999 | 2008 | 2019 |
| --------- | ---- | ---- | ---- | ---- | ---- | ---- | ---- | ---- |
| Einwohner | 260  | 196  | 188  | 169  | 161  | 149  | 174  | 174  |

## Sehenswürdigkeiten
- Wegkreuz

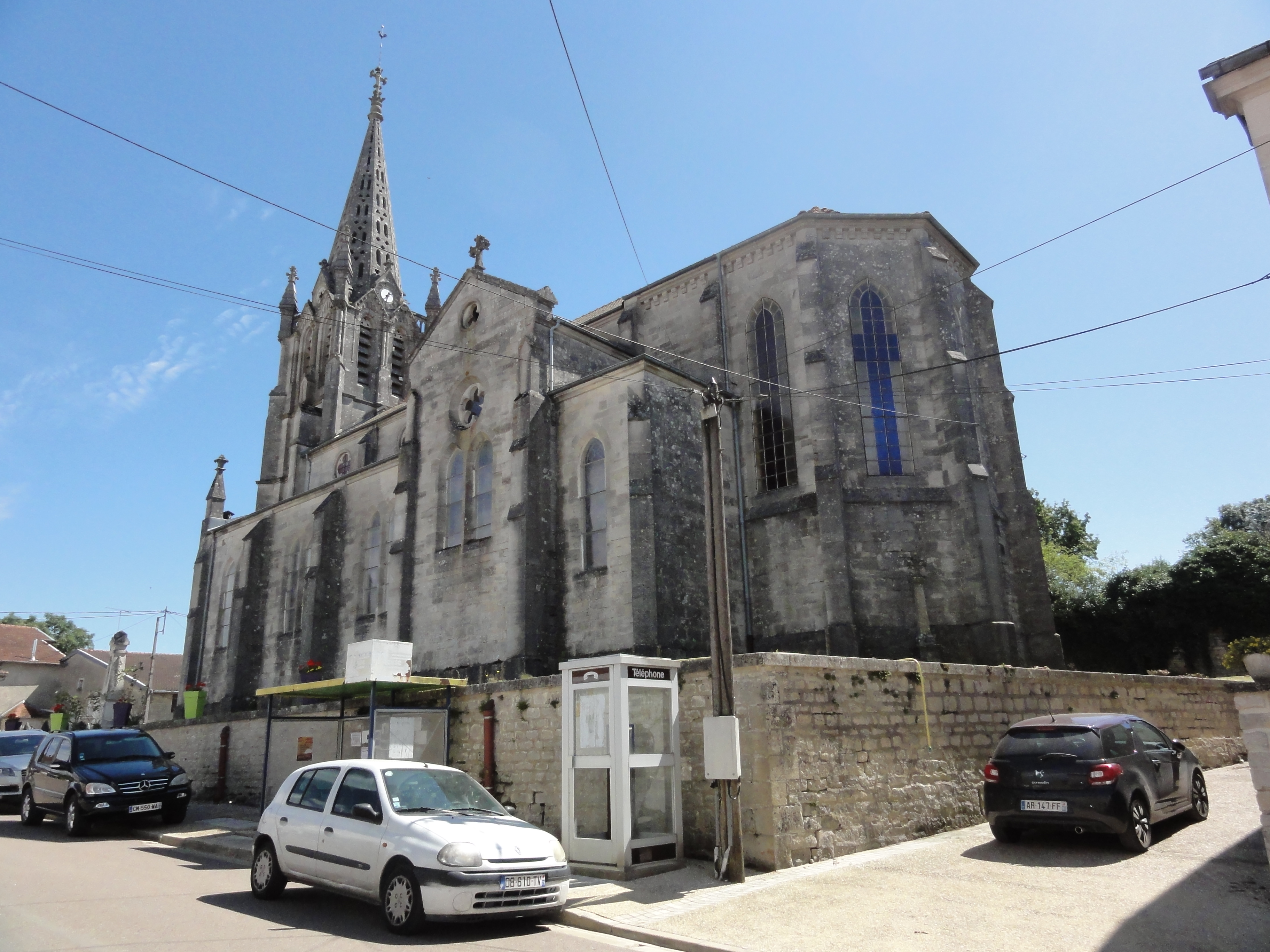
Kirche Saint-Michel
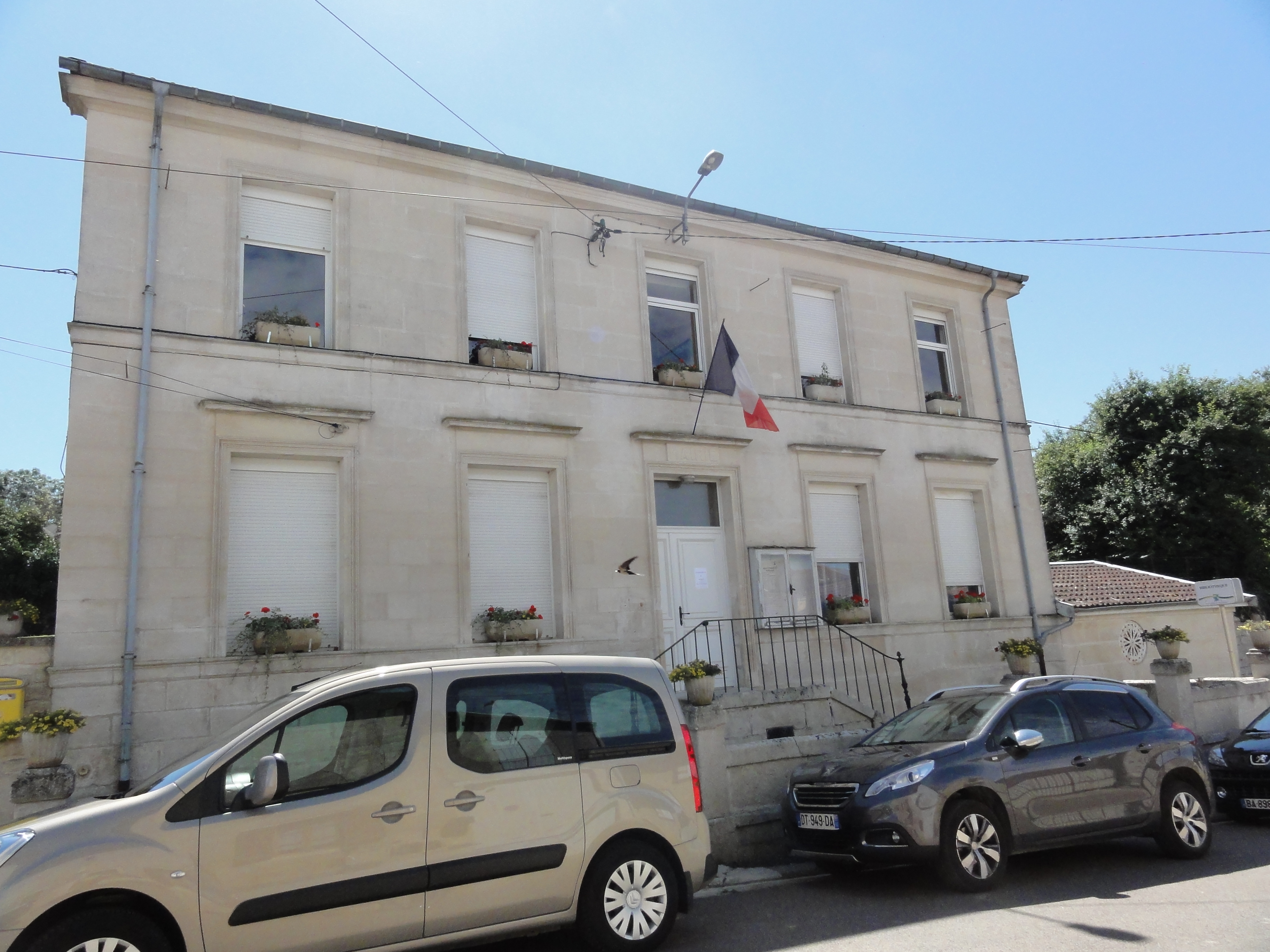
Mairie Brauvilliers
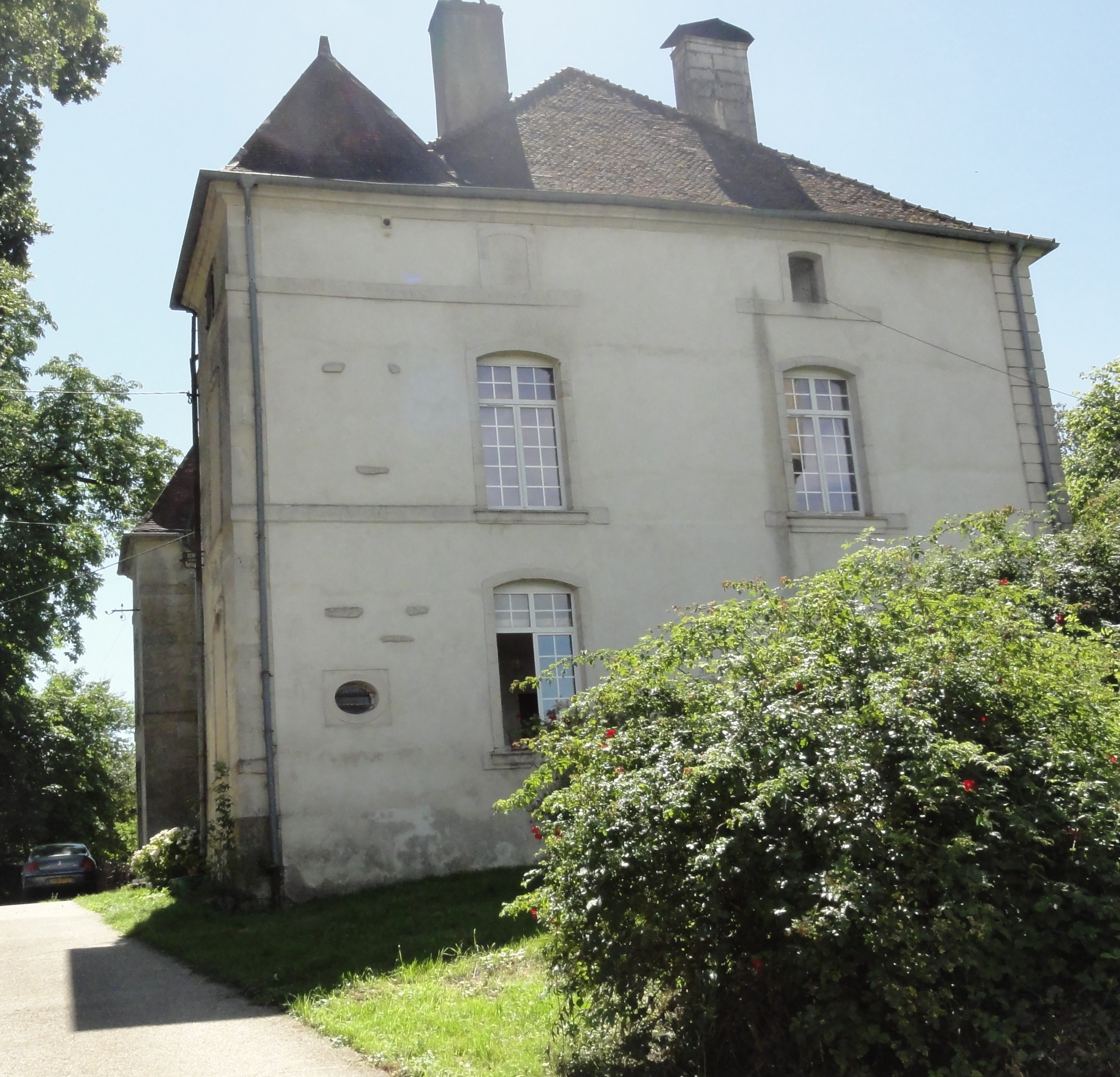
Herrenhaus
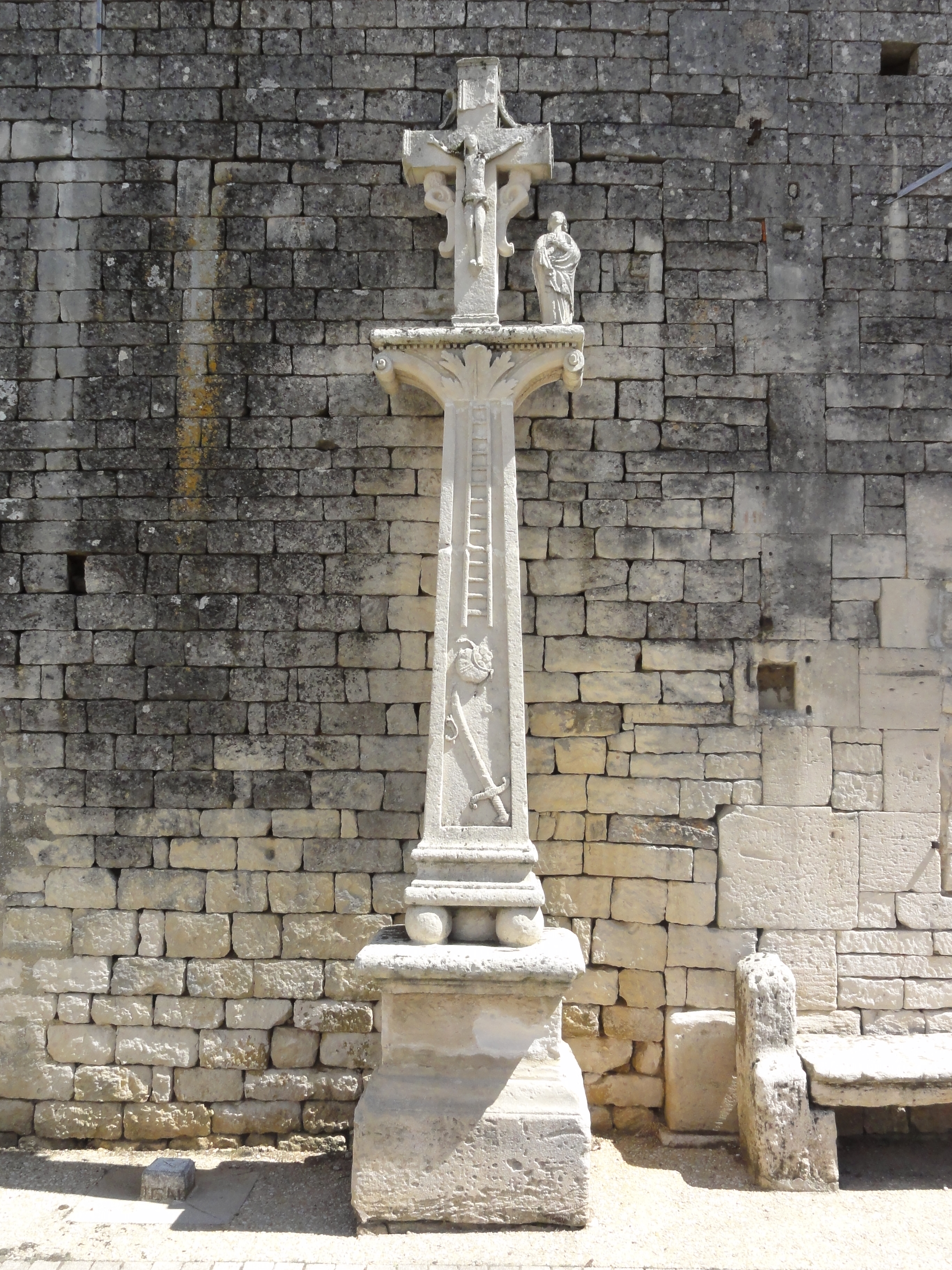
Wegkreuz
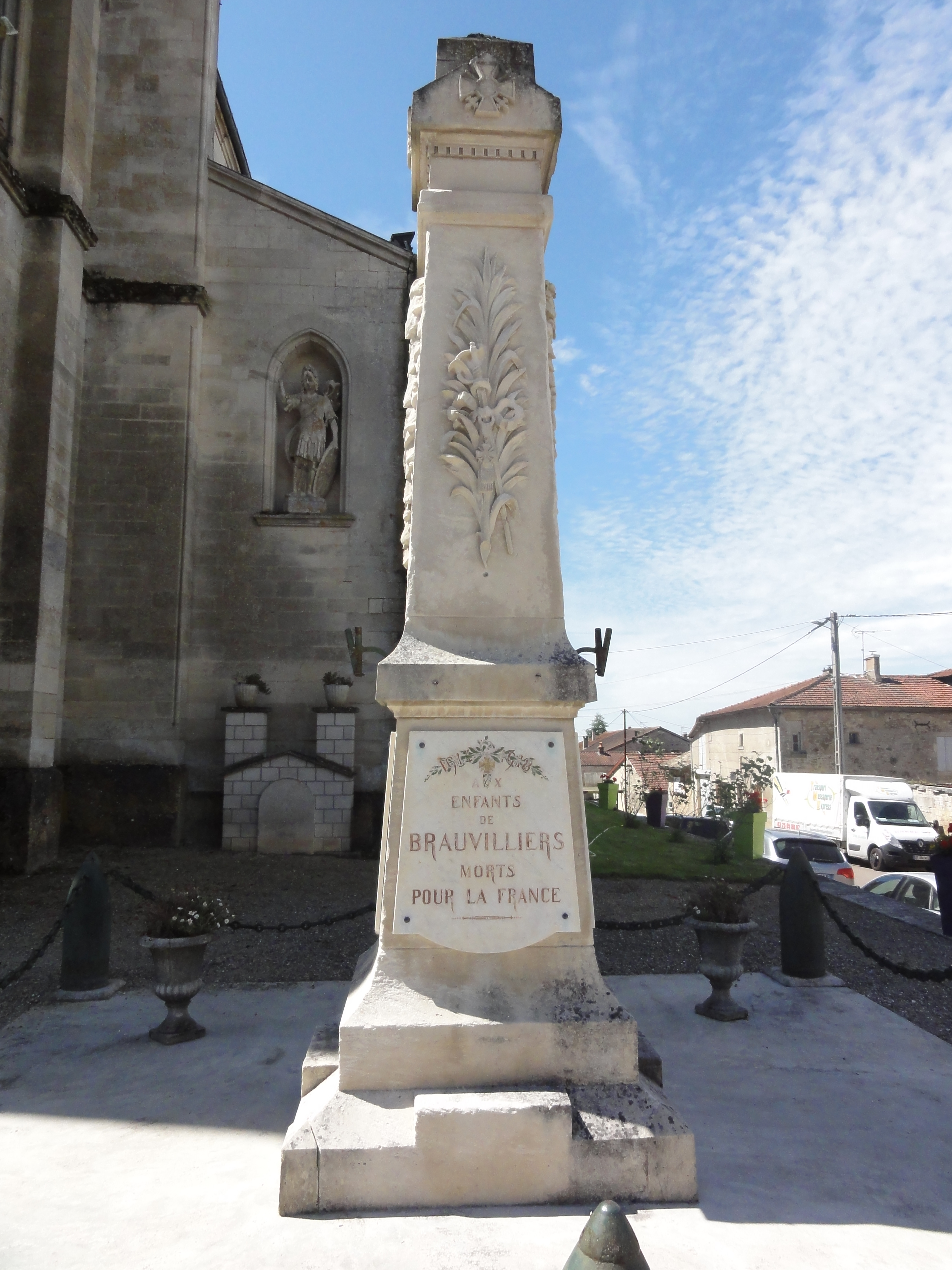
Gefallenendenkmal
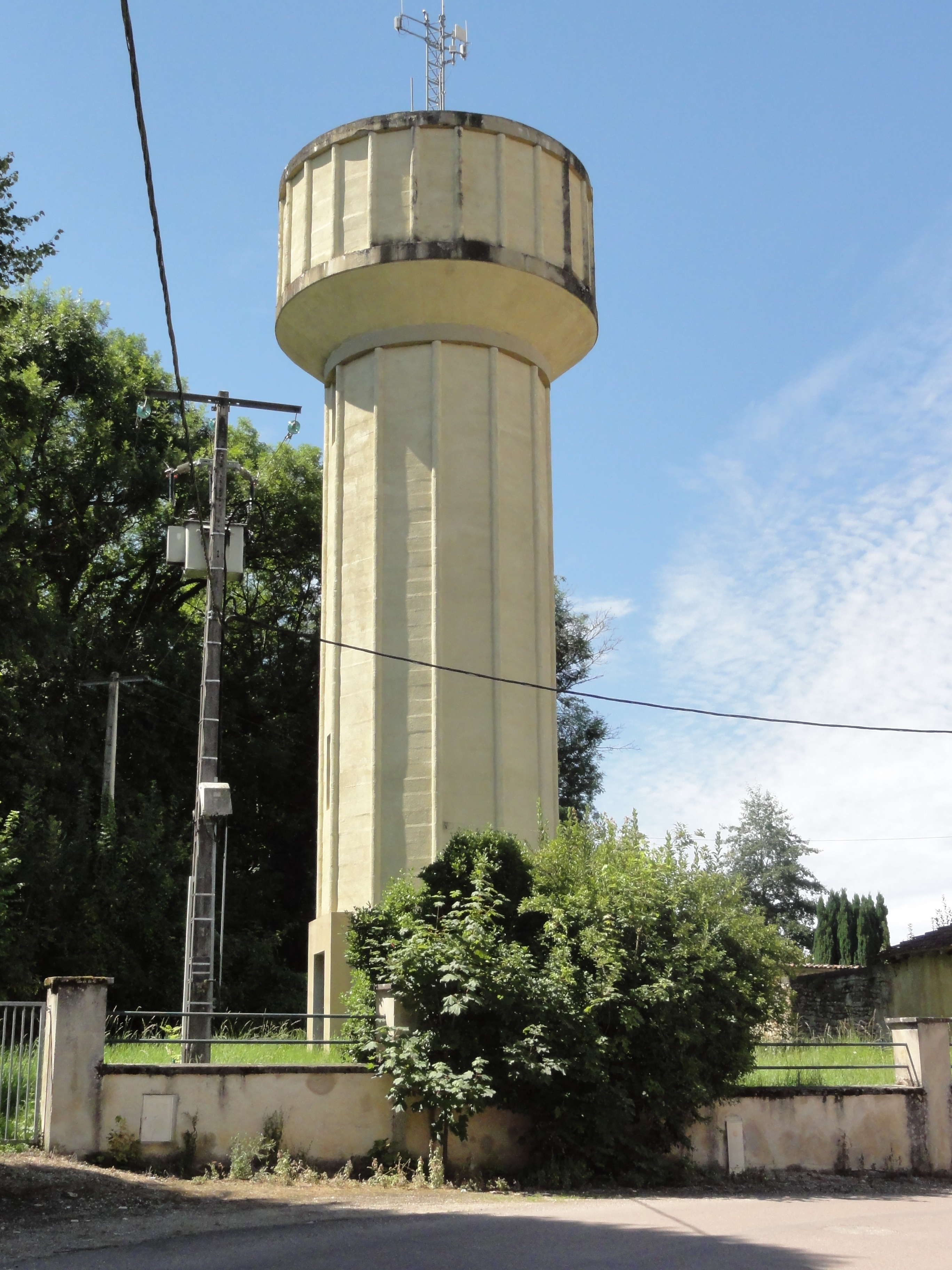
Wasserturm

- Kirche Saint-Michel
- Mairie Brauvilliers
- Herrenhaus
- Wegkreuz
- Gefallenendenkmal
- Wasserturm

## Wirtschaft
In Steinbrüchen bei Brauvilliers und benachbarten Ortschaften wird der Kalkstein Savonnières abgebaut.